# Bondar Sihudon II
Bondar Sihudon II is een bestuurslaag in het regentschap Tapanuli Tengah van de provincie Noord-Sumatra, Indonesië. Bondar Sihudon II telt 1244 inwoners (volkstelling 2010).